# Janis Gumas
Janis Gumas (gr. Γιάννης Γκούμας, ur. 24 maja 1975 w Larisie) – grecki piłkarz występujący na pozycji obrońcy.

## Kariera
Janis Gumas jest wychowankiem Panathinaikosu Ateny, w którym debiutował w roku 1994. Z klubem tym zdobył 3 mistrzostwa Grecji w latach 1995, 1996 i 2004. W czerwcu 2009 roku za porozumieniem stron rozwiązał kontrakt z drużyną.
W reprezentacji Grecji Gumas debiutował w 1999 roku w towarzyskim meczu z Finlandią. W 2004 roku wraz z kolegami Yannis zdobył Mistrzostwo Europy. W latach 1999–2008 w drużynie narodowej rozegrał 44 spotkania.